# Plicosepalus kalachariensis
Plicosepalus kalachariensis är en tvåhjärtbladig växtart som först beskrevs av Schinz, och fick sitt nu gällande namn av Danser. Plicosepalus kalachariensis ingår i släktet Plicosepalus och familjen Loranthaceae. Inga underarter finns listade i Catalogue of Life.